# (6697) Celentano
(6697) Celentano (1987 HM1) – planetoida z grupy pasa głównego asteroid okrążająca Słońce w ciągu 5,8 lat w średniej odległości 3,23 j.a. Odkryta 24 kwietnia 1987 roku.